# Tsutomu Ogura
Tsutomu Ogura (jap. 小倉勉 Ogura Tsutomu; ur. 18 lipca 1966) – japoński trener piłkarski.

## Kariera trenerska
Na początku 1996 roku został asystentem trenera w JEF United Ichihara. Pełnił tę funkcję do stycznia 2005 roku, ogółem w ponad 300 meczach. W 2006 roku został asystentem Ivicy Osima w reprezentacji Japonii. Asystentem pozostał również, gdy stanowisko selekcjonera przejął Takeshi Okada. Łącznie był asystentem w 70 meczach reprezentacji. W latach 2010–2012 był asystentem Takashiego Sekizuki w reprezentacji olimpijskiej. Następnie pracował jako asystent w Omiyi Ardija. Od sierpnia 2013 do stycznia 2014 był pierwszym trenerem w tym klubie. Prowadził piłkarzy Omiyi w szesnastu meczach (w tym trzynastu ligowych), pięć wygrywając, a jedenaście przegrywając. Po zwolnieniu z Omiyi został asystentem Hiroshiego Jofuku w Ventforecie Kōfu, a w 2015 roku został asystentem Takashiego Sekizuki w JEF United. W latach 2018–2022 pracował jako dyrektor sportowy w Yokohama F. Marinos. Następnie objął funkcję asystenta trenera w Tokyo Verdy.